# عدد تام
در نظریۀ اعداد، عدد تام (به انگلیسی: Perfect Number)، عدد صحیح مثبتی است که برابر با مجموع مقسوم‌علیه‌های سرهٔ مثبت خود باشد. همچنین به‌طور هم ارز، عدد تام، عددی است که نصف مجموع همهٔ مقسوم‌علیه‌های مثبت خود باشد.

## نمونه‌ها
نخستین عدد تام ۶ است؛ زیرا ۱+۲+۳=۶ یا به‌طور هم ارز، ۶=۲/(۱+۲+۳+۶). بعد از آن ۲۸ و بعد از آن به ترتیب ۴۹۶ و ۸۱۲۸ قرار دارند.

## پیشینه
این چهار عددِ یاد شده، تنها اعداد شناخته شده در ریاضیات یونانی بودند. نیکوماخوس عدد تام ۸۱۲۸ را در حدود سال ۱۰۰ پس از میلاد شناسایی کرده بود. در دست نوشته‌ای مربوط به سال‌های بین ۱۴۵۶ و ۱۴۶۱ یک ریاضی‌دان گمنام اولین بار به درستی از پنجمین عدد تام، ۳۳٬۵۵۰٬۳۳۶ یاد کرده‌است. در سال ۱۵۸۸، پیترو کاتالدی ریاضی‌دان ایتالیایی، ششمین و هفتمین اعداد تام را که به ترتیب برابر با ۸٬۵۸۹٬۸۶۹٬۰۵۶ و ۱۳۷٬۴۳۸٬۶۹۱٬۳۲۸ هستند، شناسایی کرد.

## اعداد تام زوج

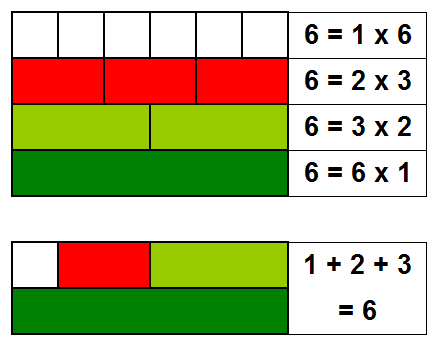
عدد تام

اقلیدس ثابت کرده‌است که عدد (۲p−1(۲p−۱ یک عدد زوج تام است اگر ۲p−۱ یک عدد اول باشد. برای نمونه، چهار عدد اول یاد شده را می‌توان با این رابطه و با قرار دادن چهار عدد اول به برای p به دست آورد:
p = 2: 2۱(۲۲−1) = ۶
p = 3: 2۲(۲۳−1) = ۲۸
p = 5: 2۴(۲۵−1) = ۴۹۶
p = 7: 2۶(۲۷−1) = ۸۱۲۸
برای این که عدد (۲p−1(۲p−۱ اول باشد، باید p خود یک عدد اول باشد. اعداد اول به این شکل را اعداد مرسن می‌نامند. مارین مرسن یک راهب فرانسوی قرن هفدهم بود که اعداد اول و اعداد تام را بررسی کرد. البته همه اعداد به شکل (۲p−1(۲p−۱ و با p اول، اول نیستند. در واقع اعداد مرسن بسیار کمیاب هستند، از میان ۱٬۶۲۲٬۴۴۱ عدد اولی که تا ۲۵٬۹۶۴٬۹۵۱ وجود دارند، تنها ۴۲ تای آن‌ها را اعداد مرسن تشکیل می‌دهند.
بیش از هزار سال بعد از اقلیدس، حدود هزار پس از میلاد ابن هیثم بیان کرد که هر عدد تام زوج به شکل (۲p−1(۲p−۱ است. این نتیجه تا قرن هجدهم ثابت نشده باقی ماند و در نهایت لئونارد اویلر توانست نشان دهد که همهٔ عددهای تام زوج توسط رابطهٔ (۲p−1(۲p−۱ به ازای اعداد اول مرسن قابل تولید هستند. این نتیجه به معنای وجود یک تناظر یک به یک بین اعداد تام زوج و اعداد اول مرسن است. این قضیه به نام قضیهٔ اقلیدس-اویلر شناخته شده‌است. تا نوامبر ۲۰۱۲ تعداد اعداد مرسن و در نتیجه اعداد تام شناخته شده ۴۹ تاست. بزرگترین آن‌ها۲۷۴۲۰۷۲۸۱ با ۴۴٬۶۷۷٬۲۳۵ رقم است.
۴۲ عدد تام نخست را با رابطهٔ (۲p−1(۲p−۱ به ازای ۴۲ عدد اول p تولید می‌شوند:
۲، ۳، ۵، ۷، ۱۳، ۱۷، ۱۹، ۳۱، ۶۱، ۸۹، ۱۰۷، ۱۲۷، ۵۲۱، ۶۰۷، ۱۲۷۹، ۲۲۰۳، ۲۲۸۱، ۳۲۱۷، ۴۲۵۳، ۴۴۲۳، ۹۶۸۹، ۹۹۴۱، ۱۱۲۱۳، ۱۹۹۳۷، ۲۱۷۰۱، ۲۳۲۰۹، ۴۴۴۹۷، ۸۶۲۴۳، ۱۱۰۵۰۳، ۱۳۲۰۴۹، ۲۱۶۰۹۱، ۷۵۶۸۳۹، ۸۵۹۴۳۳، ۱۲۵۷۷۸۷، ۱۳۹۸۲۶۹، ۲۹۷۶۲۲۱، ۳۰۲۱۳۷۷، ۶۹۷۲۵۹۳، ۱۳۴۶۶۹۱۷، ۲۰۹۹۶۰۱۱، ۲۴۰۳۶۵۸۳، و ۲۵۹۶۴۹۵۱
هنوز اثباتی برای اینکه آیا تعداد اعداد تام و در نتیجه تعداد اعداد اول مرسن بی‌شمار است؟ ارائه نشده‌است. موضوع پروژهٔ GIMPS یافتن اعداد اول مرسن جدید است.

آیا تعداد اعداد کامل بی‌شمار است؟

## اعداد تام فرد
تاکنون عدد فرد کاملی یافت نشده‌است و در مورد وجود یا عدم وجود آن‌ها اطلاعی دقیق در دست نیست، هرچند نتایجی مقدماتی در این باره به دست آمده‌است.

## یادکردها
1. ↑  http://www-history.mcs.st-andrews.ac.uk/HistTopics/Perfect_numbers.html
2. ↑  دیکسون، لئونارد (۱۹۱۹). تاریخ نظریه اعداد.
3. ↑  Mathematical Treks: From Surreal Numbers to Magic Circles.
4. ↑  «GIMPS Home». Mersenne.org. دریافت‌شده در ۲۰۱۶/۶/۷. تاریخ وارد شده در |تاریخ بازبینی= را بررسی کنید (کمک)
5. ↑  GIMPS Milestones Report. Retrieved 2012-12-21